# Loch Awe
Loch Awe (gael. Loch Obha) – jezioro w Szkocji w hrabstwie Argyll and Bute. Leży w Grampianach Zachodnich. Nad jego północnym krańcem wznosi się masyw Ben Cruachan (1126 m n.p.m.), najwyższy w grupie Cruachan.
Jest najdłuższym słodkowodnym jeziorem w Szkocji (41 km) o powierzchni 38,5 km², ze średnią szerokością ok. 1 km. Przez akwen przepływa rzeka o tej samej nazwie Awe. W jej dolnym biegu, przy ujściu do zatoki Loch Etive, znajduje się elektrownia wodna Inverawe o mocy 25 MW.
Na jeziorze znajduje się wyspa Innis Chonnell. Na jednym z wąskich, skalistych półwyspów na jeziorze wznoszą się ruiny średniowiecznego zamku Kilhurn.

## Galeria

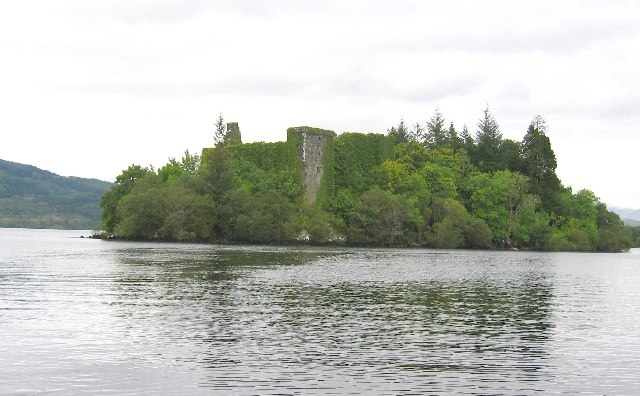
Wyspa Innis Chonnell
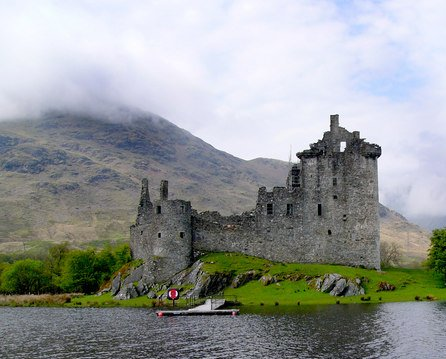
Ruiny zamku nad brzegiem jeziora